# 基爾戈爾 (愛達荷州)
基爾戈爾（英語：Kilgore）是位於美國愛達荷州克拉克縣的一個非建制地區。該地的面積和人口皆未知。

## 地理
基爾戈爾的座標為44°24′08″N 111°53′38″W / 44.40222°N 111.89389°W，而該地的平均海拔高度為1930米（即6332英尺）。